# 和紗
和紗（かずさ、1989年7月2日 - ）は、日本の女性シンガーソングライター。所属事務所はDESSE communications、レーベルはソニー・ミュージックアソシエイテッドレコーズ。

## 略歴
ドラムをプレイする日本人の父、長唄、三味線を演ずる日本と中国のクオーターの母の影響で音楽に親しむ。3歳からピアノを習い、小学生から合唱団に入り、歌手になることを夢見ていた。
2004年、京都市立紫野高等学校に入学。高校1年生から「Evolution Project（以下、E-Proと呼ぶ）」に参加、2年生になってからは女子バンド「CanCan」を結成。2007年、ソロライブ活動をスタート、「CanCan」が島村楽器主催のオーディション・HOTLINE2007に参加、地区FINALで優秀賞を獲得した。高校卒業と同時に「CanCan」を解散してから、「CanCan」の指導してくれた「E-Pro」のメンバーのサポートにより「和紗 with E-Pro」結成。2008年夏、川口大輔との交流がスタート。同年11月、「和紗 with E-Pro」がHOTLINE2008に出場、全国2500組の中でグランプリとなる。
2009年7月1日、10代最後の日に先行配信楽曲「you were my baby」でメジャーデビューを果たした。
2010年6月、第26回国民文化祭・京都2011のメッセージソング「微笑みの空」シンガーに選ばれ、雅楽師の東儀秀樹とデュエットでレコーディング（CDは非売品）。
2016年9月、初の海外ライブを台湾にて行った。

## ディスコグラフィ
シングル
| 枚  | 発売日         | タイトル          |
| --- | -------------- | ----------------- |
| 1st | 2009年7月29日  | アイタクテ        |
| 2nd | 2010年3月24日  | Distance          |
| 3rd | 2010年9月1日   | Stand Up For Love |
| 4th | 2012年11月14日 | 覚えてますか      |

アルバム
| 枚      | 発売日        | タイトル                  |
| ------- | ------------- | ------------------------- |
| 1st     | 2010年11月3日 | きみと出会った その日から |
| 1stミニ | 2013年4月17日 | それでいいよ              |
| 2ndミニ | 2017年8月12日 | Will                      |

限定ＣＤ
- Piano voice （2014/11/10）
- 愛を無駄にしない （2014/12/7）
- 日曜日 （2015/7/26）
- free your spirit （2015/12/25）
- Will （2016/7/24）

参加作品
- 未来の花束（2011年11月2日）、ぷいぷい軽音部[4]の一員として参加。
- 微笑みの空（第26回国民文化祭・京都2011メッセージソング）（2010年）、和紗・東儀秀樹
- 空中ループ 限定ＣＤ「Coelacanth」コーラス参加
- 笑顔の唄～The Smile Song～(KYOTO UTAFESSテーマソング)　ゲストコーラス

タイアップ
| 曲名                 | タイアップ                                                                    |
| Stand Up For Love    | フジテレビ系ドラマ「逃亡弁護士」（上地雄輔主演）主題歌                        |
| 覚えてますか         | 和紗「覚えてますか」×「親が死ぬまでにしたい55のこと」スペシャルムービー       |
| それでいいよ         | 野村不動産ｗｅｂＣＭ ショートムービー「だれかのまなざし」（新海誠監督）主題歌 |
| 泣かないで           | 戸田彬弘監督の短編映画「この音が聴こえているか」主題歌・ＢＧＭ                |
| 季節（とき）のページ | KBS京都テレビ『京bizX』オープニング                                           |
| 明日になれば         | KBS京都テレビ『京bizX』エンディングソング                                     |

## ラジオ
- SWEET'N MARBLE LOVERS（α-STATION FM京都 最終日曜日 2015年6月 - 2019年3月）
- Thirty Note（α-STATION FM京都 2020年4月7日 - ）

## 舞台
チーズtheater VOL.3 「THE VOICE」
(生歌、2017年4月13日～16日)